# Jens Womelsdorf
Jens Womelsdorf (* 26. April 1980 in Frankenberg/Eder) ist ein deutscher Politiker (SPD). Er ist seit dem 1. Juli 2022 Landrat des Landkreises Marburg-Biedenkopf.

## Leben
Womelsdorf wuchs in Battenberg (Eder) auf und war in der Naturschutzjugend. Nach dem Abitur an der Edertalschule in Frankenberg leistete er vom Oktober 2000 bis August 2001 seinen Zivildienst in zwei Altenheimen des Deutschen Roten Kreuzes ab. Im Anschluss absolvierte er von 2001 bis 2004 bei der Frankenberger Bank eine Ausbildung zum Bankkaufmann. Daran anschließend studierte Womelsdorf von 2004 bis 2010 Politikwissenschaft mit den Nebenfächern Soziologie und Geschichte an der Philipps-Universität Marburg und schloss dieses Studium mit dem Diplom ab. Im Rahmen dessen war er auch als Referent für Lehrevaluation und wissenschaftliche Hilfskraft tätig.
2020 begann er als Mobilitätsbegleiter beim Auto Club Europa (ACE) in Stuttgart, bis zu seiner Wahl zum Landrat war er dort Abteilungsleiter für Verbraucherschutz und Recht.
Womelsdorf ist verheiratet und hat zwei Kinder. Er wohnt in Cyriaxweimar, südwestlich von Marburg.

## Politischer Werdegang
Womelsdorf trat 2005, auf Anraten seines im Bergbau tätigen Großvaters, in die SPD ein. Vom Dezember 2011 bis 2020 war Womelsdorf Geschäftsführer des SPD-Unterbezirks Marburg-Biedenkopf. Vom Februar 2020 bis zum März 2021 war er Kreistagsabgeordneter für die SPD Marburg-Biedenkopf. Von den Kommunalwahlen in Hessen 2021 bis zu seiner Wahl als Landrat war er Stadtverordneter in Marburg und dort stellvertretender Fraktionsvorsitzender.
Er kandidierte 2022 für das Amt des Landrats des Landkreises Marburg-Biedenkopf. In der Direktwahl am 15. Mai 2022 erhielt er 30,78 % der Stimmen. In der Stichwahl am 29. Mai 2022 setzte er sich mit 52,13 % der Stimmen gegen Marian Zachow (CDU) durch und wurde für eine Amtszeit von sechs Jahren als Landrat gewählt. Diese Wahl war notwendig geworden, da die bisherige Amtsinhaberin, Kirsten Fründt (SPD), am 19. Januar 2022 im Amt verstorben war.